# Cyperus vandervekenii
Cyperus vandervekenii là loài thực vật có hoa trong họ Cói. Loài này được Reynders, Dhooge & Goetgh. mô tả khoa học đầu tiên năm 2006.